# John Slim
Pour les articles homonymes, voir Slim.
John Slim (né en 1885 à Wednesbury et mort le 14 mars 1966 à Wandsworth) est un lutteur sportif britannique.

## Biographie
John Slim obtient une médaille d'argent olympique, en 1908 à Londres en poids plumes.